# Télé Liban
Télé Liban, conosciuta anche come TL (arabo: تلفزيون لبنان), è la prima rete televisiva pubblica libanese, di tipo generalista e governativo. Trasmette dalla capitale Beirut in arabo, francese e inglese.
TL è l'attuale membro libanese dell'Unione europea di radiodiffusione (UER).

## Storia

### Compagnie Libanaise de Télévision
Il 1º settembre 1954 i due uomini d'affari libanesi Wissam Ezzeddine e Joe Arida ebbero l'idea di creare un canale televisivo. Il governo libanese concesse loro la prima licenza televisiva del Libano ad agosto 1956, in seguito alla quale nacque la società privata Compagnie Libanaise de Télévision (CLT) (in arabo: شركة التلفزيون اللبنانية) con sede nel quartiere di Tallet El Khayat, Beirut. CLT, con il supporto tecnico della televisione francese, debuttò il 28 maggio 1959 con due canali contemporaneamente, che presero il nome dalle frequenze della banda VHF sulle quali trasmettevano il loro segnale: Canal 7 e Canal 9. Il primo, diretto da Adel El Assaad, era arabofono, e il secondo, diretto da Jean-Claude Boulos, era francofono. Divennero i primi due canali TV non solo in Libano ma nell'intero Medio Oriente.
L'inaugurazione ufficiale fu tenuta dal generale Sleiman Nawfal.
Il primo volto che i telespettatori videro sul piccolo schermo fu quello dell'annunciatrice in lingua araba Najwa Kazoun; l'altra annunciatrice ingaggiata a Canal 7 era May Abdel Sater. Le annunciatrici di Canal 9 erano invece Andrée Hani e Leny Nofal. Il primo programma in diretta fu l'inaugurazione dell'Esposizione della Città sportiva. Il telegiornale in lingua araba era presentato da Hind Sayed. 

### Télé-Orient
CLT rimase l'unica emittente in Libano finché nel luglio 1961 anche Télé-Orient, il cui nome per esteso era Société de Télévision du Liban et du Moyen-Orient (STLMO) (in arabo: تلفزيون لبنان والمشرق), ottenne una propria licenza e iniziò a trasmettere il 6 maggio 1962 da Hazmieh, nella parte est di Beirut, in un edificio di recente costruzione. Anche Télé-Orient disponeva di due canali (il 5 e l'11) ma questi avevano una programmazione identica.

### L'età d'oro
Per tutti gli anni sessanta e fino ai settanta CLT trasmetteva sia produzioni proprie che importate da Francia e Stati Uniti. Ciò che la rendeva unica nella regione era la creazione di prodotti innovativi in un Paese pluralista come il Libano.
Il 21 ottobre 1967, grazie a CLT, il Libano divenne il terzo Paese al mondo a trasmettere a colori, utilizzando lo standard SÉCAM.

### Durante la guerra civile
Verso la metà degli anni settanta il mercato della pubblicità non era sufficiente ad alimentare due società televisive, e la guerra civile scoppiata nel Paese aveva portato ad un deterioramento delle condizioni economiche e, conseguentemente, ad un abbassamento della qualità dei programmi televisivi. 
Inoltre le due televisioni erano passate sotto il controllo delle milizie: i canali 7 e 9 di CLT, con sede a Beirut ovest, erano in mano alle milizie di sinistra e musulmane, e i canali 5 e 11 di Télé-Orient, siti nel quartiere di Hazmieh, nelle periferie cristiane di Beirut est, erano controllati dalle milizie cristiane e di destra. I canali fornivano una narrazione dei fatti in base alle posizioni nel conflitto delle fazioni che le gestivano.
Per ridurre le perdite economiche, ma anche perché il neoeletto presidente Elias Sarkis voleva un organo di stampa unificato per promuovere la sua agenda di pace e unità, il governo libanese decise di creare una nuova società televisiva fondendo le due private già esistenti, CLT e Télé-Orient, e le loro sussidiarie. Il decreto legislativo nº 100 fu pubblicato sulla Gazzetta ufficiale (in arabo: الجريدة الرسمية) il 7 luglio 1977, ufficializzando la fusione.
Nacque Télé Liban, il primo canale televisivo pubblico del Libano, che fu lanciato il 30 dicembre 1977.
Il 9 maggio 1978, a seguito dell'accordo stipulato tra le parti, fu fondata la società Télé Liban Société Anonyme Libanaise (Télé Liban S.A.L), dove lo Stato libanese deteneva una quota di maggioranza del 51% del capitale, divenendo il socio controllante e ottenendo una licenza che gli garantiva il monopolio delle trasmissioni televisive nel Paese fino al 2012.
La prosecuzione della guerra provocò il progressivo frazionamento del territorio in comunità e rimise in discussione il monopolio di Télé Liban.
Dal 1985 in poi nacquero oltre 50 canali televisivi pirata, ovvero senza licenza. Il primo di questi fu Lebanese Broadcasting Corporation (LBC), portaparola della milizia cristiana delle Forze Libanesi e di destra, che trasmise a partire dall'agosto 1985. Faceva concorrenza a Télé Liban proponendo dei programmi più moderni e che talvolta importava gratuitamente, come gli incontri della Coppa del mondo di calcio del 1986. LBC conquistò rapidamente più del 60 % del mercato pubblicitario televisivo. A LBC seguì Television of Arab Lebanon (تلفزيون لبنان العربي), di sinistra e gestito dalla milizia musulmana sunnita al-Murabitun.
Lo Stato in parte trascurò la situazione di Télé Liban, che adesso gestiva 3 reti, ma che continuava ad essere divisa tra le due principali milizie: TL1 trasmetteva da Beirut est, TL2 e TL3 (francofona) da Beirut ovest. Inoltre furono assunti numerosi dipendenti, spesso scelti sulla base di favoritismi e con condizioni contrattuali che li rendevano difficilmente licenziabili e tutto ciò rappresentava un fardello finanziario molto pesante per Télé Liban. Alla fine della guerra i trasmettitori dell'emittente furono bombardati e diversi trasmettitori furono sabotati o confiscati dalle forze militari.

### Periodo dopoguerra
Nel 1991, quando la guerra civile fu terminata e dopo il ritorno di una certa stabilità, Télé Liban e Le Neuf restarono i soli canali legali del Paese. 
Rafīq al-Ḥarīrī acquistò le azioni private di Télé Liban alcuni mesi prima di diventare primo ministro, nel 1992, e nominò Fouad Naïm presidente, il quale rapidamente ammodernò il canale.
Nel 1994 il Parlamento approvò la legge nº 382, la «Legge dei media radiotelevisivi», che istituiva un Consiglio nazionale della radiotelevisione e aboliva il monopolio di Télé Liban autorizzando ufficialmente altre aziende televisive a produrre e trasmettere programmi. Anche LBC, divenuta LBCI nel 1992, veniva così legalizzata.
Non fu invece emanato alcun provvedimento per risolvere i problemi di fondo di Télé Liban: il suo finanziamento e i suoi obiettivi. Il governo, però, ricomprò tutte le azioni private da Ḥarīrī.
Il canale si trovò per la prima volta ad affrontare un'enorme competizione. La pletora di canali privati terrestri e satellitari disponibili sul mercato televisivo libanese, specialmente se con una programmazione più innovativa come LBCI, superarono gli ascolti di Télé Liban negli anni novanta.
In questo decennio LBCI risultava al 1º posto per ascolti secondo le rilevazioni di Ipsos-Nielsen, mentre Télé Liban si classificava seconda fino al 2001. 
Il 1º marzo 2001 Télé Liban sospese i suoi programmi per motivi finanziari e riprese a trasmettere i suoi programmi di politica il 24 maggio.
Dal 2001 i problemi finanziari causarono una mancanza di fondi per la produzione di programmi di qualità, che determinò un forte calo degli ascolti, fino a farla scendere all'8ª posizione nel 2011; al 2012 il palinsesto era ridotto quasi esclusivamente a repliche di vecchi programmi d'archivio.
L'accordo firmato con il Ministero della cultura francese permise, però, un rilancio complessivo rinnovando tanto l'identità del canale e il palinsesto quanto le strutture e le attrezzature della sede della società. Si dette maggiore importanza agli spazi pubblicitari e i programmi furono maggiormente diversificati con la proposizione di serie televisive, soap opera, film, programmi culturali, politici e di intrattenimento in prima serata, principalmente in arabo ma in parte anche in francese e in inglese. Molto apprezzati rimanevano comunque, presso il grande pubblico, i suoi archivi, testimoni dell'«età d'oro» della televisione libanese.

## Organizzazione

### Dirigenti
Presidenti direttori generali:
CLT - Compagnie Libanaise de Télévision
- Generale Soleiman Nofal: 1957 - 1973

Télé Orient
- Lucien Dahdah: 1962-

Télé Liban
- Charles Rizk: 1978 - aprile 1983
- Generale Moussa Kanaan: aprile 1983 - 1985
- Michel Samaha: 1985 - gennaio 1986
- Raymond Gebara (ad interim): 1986 - 1990
- Alfred Barakat: 1989 - ottobre 1990 (da notare che il governo di Michel Aoun designò Alfred Barakat presidente direttore generale, mentre il governo di Selim al-Hoss nominò Georges Skaff, ciascuno operante nelle regioni controllate rispettivamente dai due protagonisti, fino alla caduta di Aoun il 13 ottobre 1990)
- Georges Skaff: 1989 - gennaio 1993
- Fouad Naim: gennaio 1993 - settembre 1996
- Jean-Claude Boulos: settembre 1996 - aprile 1999
- Ibrahim El Khoury: aprile 1999 - luglio 2013
- Talal Makdessi: luglio 2013 - 26 maggio 2017

Primo direttore dei programmi arabi (Canal 7)
- Adel EL Assaad: 1959-1962

Primo direttore dei programmi francesi (Canal 9)
- Jean-Claude Boulos: 1959-1970

### Capitale
Télé Liban dal 1995 appartiene al 100 % allo Stato libanese, da quando, cioè, il governo rilevò per 12 milioni di dollari USA le azioni del settore privato detenute dal 1990 dal primo ministro Rafiq Hariri.

### Amministrazione
Inizialmente Télé Liban era amministrata da un consiglio composto da dodici direttori, sei rappresentanti il governo e sei rappresentanti CLT e Télé-Orient.
Nel presente la presidenza del canale viene nominata dal gabinetto libanese. Jean Claude Boulos e Ibrahim El Khoury (presidente dal 1999 al 2013) erano presidenti del canale durante gli anni novanta. Dal 2014 al 2017 Talal Makdessi era il nuovo presidente provvisorio del canale finché un comitato del nuovo Consiglio dei Ministri nominò un nuovo consiglio d'amministrazione, ma dopo un provvedimento giudiziario, il 26 maggio 2017 Makdessi fu licenziato.

## Programmi
I programmi del canale più conosciuti dal pubblico libanese sono le vecchie repliche di serie comiche e i teleromanzi di culto che hanno segnato "l'epoca d'oro" della televisione libanese, tra i quali Beyrouth fillayl ("Beirut la notte") e Al moualima wal oustaz ("L'istitutrice e il professore"). Il canale è anche conosciuto per l'adattamento del celebre talent show musicale libanese Studio Elfan ("Studio d'arte") dal 1972 al 1981, molto conosciuto in tutto il Medio Oriente. Numerose celebrità libanesi hanno debuttato in questo programma. Fu replicato sul canale LBC dal 1988 al 2004 e poi su MTV Liban dal 2009.
Dopo il lancio della nuova veste editoriale nel 2013, il direttore dei programmi del canale volle rendere il palinsesto più variegato e più focalizzato sulla cultura libanese e mondiale, sovvertendo la vecchia idea del vecchio canale pubblico e rendendolo più giovane.
Il 3 aprile 2019 il ministro dell'informazione libanese annunciò, per la prima volta nella storia del canale, l'apertura dei programmi 24 ore su 24.
Da oltre 20 anni le trasmissioni della rete cominciavano alle 6,45 (alcune volte un po' più tardi) e la chiusura era prevista alle 00,45. Solo nel corso di eventi come la trasmissione dei Giochi olimpici di Rio 2016, l'ora di chiusura era stata ritardata all'1,40 o anche alle 2,20 per i grossi ascolti registrati.

### Programmi di varietà
- Mounawaat Fayrouzia ("Varietà di Fairouz")
- Sabah Loubnan ("Mattino del Libano"), in seguito Ahla Sabah ("Migliore mattino"), contenitore mattutino
- Comicature
- 5 de pic, trasmissione in francese.
- C Claire
- Fashion Diva ("La diva della moda")
- Startup 331
- Machakel wa houloul ("Problemi e soluzioni")
- Massa al nour ("Buona serata")
- Meraya al chamal ("Gli specchi del Nord")
- Chereena ("La nostra strada")
- Lachou al kanoun ("A che serve la legge?")
- Makoul al hana ("Il mangiare della soddisfazione")
- Zajal
- Wajhan li wajeh ("Faccia a faccia"), programma di politica

Nel 2016 la società IPSOS Liban dichiarò che le trasmissioni politiche di Télé Liban erano seconde come ascolti, davanti a quelle della LBCI.

### Giochi televisivi
- Al tahaddi al kabir ("La grande sfida"), gioco televisivo dove due squadre provenienti da grandi università si confrontano rispondendo ad una serie di domande di cultura generale.
- Ya nassib ("Oh, la fortuna"), derivato dal lotto nazionale, le cui estrazioni sono trasmesse sul canale. Questo programma ha contribuito all'aumento del numero giocatori negli anni settanta.

### Programmi culturali
- TL Sports, attualità sportiva mondiale
- TL Documentaire, documentario trasmesso ogni settimana
- Mourakiboun ("Gli osservatori"), estratto dal programma Les observateurs adattato da France 24, convertito in magazine culturale su Télé Liban e doppiato in arabo, di una durata dai 4 ai 5 minuti.
- Mechwar bi loubnan ("Passeggiata in Libano"), programma di cultura
- Startup 331, programma di cultura

### Informazione
- JT - Edition du matin, notiziario trasmesso prima delle 7,20
- JT - Edition du midi, notiziario trasmesso dopo le 14,00
- JT - Edition du soir, notiziario trasmesso alle 19,20
- Euronews, trasmissione in diretta dalle 8,00 alle 8,30 del programma del canale Euronews (versione in inglese), uno dei tre telegiornali quotidiani di attualità europea e internazionale

### Serie televisive, film e teleromanzi
Dal 2013 il canale trasmette delle serie televisive libanesi dopo il telegiornale delle 19,20 oltre a serie televisive egiziane e siriane prima del telegiornale. Le vecchie repliche delle serie libanesi culto sono state spostate dalle 23,00 alla chiusura del canale. Questa nuova organizzazione dei programmi ha rigenerato l'atmosfera del canale, che era molto congestionato dalle vecchie repliche durante diversi momenti del pomeriggio.
Il canale trasmette di tanto in tanto dei film francesi e ogni settimana uno o più film statunitensi sottotitolati in arabo.

### Programmi per i giovani
- Tele kidz, trasmissione per i giovani proposta dal 2014. È presentata da una delle celebri animatrici del programma Kazadoo, adattato dal canale OTV. Il programma propone attività di apprendimento, diversi talenti (canto, danza, etc.), sport e istruzione, e organizza feste di compleanno per i bambini che lo desiderano. Adotta la stessa formula della sua rivale. Il canale trasmette dalla prima stagione la domenica alle 17,30.

## Ricezione

### Terrestre
Il canale dalla sua nascita è presente via terrestre. Adotta lo standard DVB-T HD e ATV SD

### Cavo
Dall'espansione delle reti cablate libanesi all'inizio degli anni novanta, il canale è distribuito dalle società di telecomunicazioni via cavo su tutto il territorio libanese.

### Satellite
Nel 2014 l'offerta via satellite è proposta da Arabsat per il Medio Oriente. Il canale è ricevibile nella maggior parte dei continenti tramite un operatore o un decoder, a seconda del Paese. Queste offerte sono concepite essenzialmente per la diaspora libanese.

### Internet
Nel 2015 Télé Liban si associò all'applicazione e al sito Glarab per assicurare le trasmissioni in diretta su internet. Dal 2019 il canale è comunque trasmesso in diretta anche sul suo sito web.

## Sito internet e applicazione
Dopo il rinnovo della veste del canale nel 2013, il vecchio sito internet fu rimpiazzato da uno nuovo interamente rivisto e reso più agevole.
All'inizio del mese di gennaio 2016 fu introdotta un'applicazione d'informazione non stop  per gli smartphone e i tablet. La redazione giornalistica vi pubblica 24 ore al giorno le notizie nazionali e internazionali.